# 越秀山烟花晚会事件
越秀山烟花晚会事件是1957年11月7日发生在中国广州市越秀山体育场的踩踏事件。當天是俄国十月革命40周年，越秀山体育场内举行烟花文艺晚会。开幕前的半小时，5号门附近大批观众进场時人踩人，另有一说为当时无票进场人士较多，群众意欲站在视野开阔山岗并向该地转移。当时越秀山的分隔材料多为篱笆而非金属，抗挤压的稳定性很弱。当人群从后方涌向前导致前方观众压垮篱笆跌落在矮山岗下方，后方观众成为前方观众后被更后方涌入的观众挤落跌下山岗，与之前跌下的人群层层叠叠导致事件。且当时烟花声音较大，盖过跌下山岗的群众呼喊声和求救声。事发后多架救护车和警车在越秀山出口处。现场有大量零散的鞋子，当时用多个大竹箩筐收拾，可见事发时情况之挣扎。
事件共导致33人死、重伤16人、轻伤41人。